# Балта Яломитей
Балта Яломитей (на румънски: Balta Ialomiței, буквално: Остров Яломица) е остров на река Дунав, разположен в Яломица и окръг Кълъраш, Румъния.
Заобиколен е от два дунавски клона, наречени „Борча“ и „Дунареа Веке“ (главния ръкав). Първоначално влажна зона, островът е бил покрит с блата, гори, езера и лагуни, но част от земята е била възстановена за земеделие. Понякога някои от тези региони все още са наводнени. Магистралата A2 минава през този остров. Островът е с площ от 831,3 км², с дължина 94 – 130 км и широчина 4 – 12,5 км. Средната височина е от 10 до 17 метра.
Мостът Ангел-Салини, който е заменен през 1987 г. от комбинирания железопътен и магистрален мост Черна вода, води към острова от изток, а мостът Борча от запад. Освен магистралата и железопътната линия, която минава успоредно на нея, на острова няма маршрути за движение.
През последните няколко десетилетия Балта Яломитей и околностите му са наблюдавали някои подобни на торнадо явления. Забележително е торнадото във Факени - общност на левия бряг на ръката на Борча, на около 20 километра северно от град Фетещи. Събитието от клас F3 по скалата на Фуджита е записано на 12 август 2002 г. с двама загинали и 14 ранени; три къщи са унищожени и над 428 къщи са повредени.
Островът е необитаем и блатист и само частично се използва за земеделие.